# (47045) Seandaniel
(47045) Seandaniel est un astéroïde de la ceinture principale.

## Description
(47045) Seandaniel est un astéroïde de la ceinture principale. Il fut découvert le 29 novembre 1998 à Bâton-Rouge par Walter R. Cooney, Jr.. Il présente une orbite caractérisée par un demi-grand axe de 2,80 UA, une excentricité de 0,10 et une inclinaison de 4,9° par rapport à l'écliptique.

## Compléments